# Naturschutzgebiet Oberes Walpketal
Das Naturschutzgebiet Oberes Walpketal mit 5,6 ha Flächengröße liegt südlich von Wennigloh im Stadtgebiet von Sundern und im Hochsauerlandkreis. Das Gebiet wurde 2019 mit dem Landschaftsplan Sundern durch den Kreistag des Hochsauerlandkreises als Naturschutzgebiet (NSG) ausgewiesen. Vorher war das Gebiet als Teil vom Landschaftsschutzgebiet Sundern ausgewiesen. Das NSG ist im Westen von Fichtenwald umgeben der zum Landschaftsschutzgebiet Sundern gehört. Im Osten grenzt das NSG direkt an die Stadtgrenze von Sundern zu Arnsberg.

## Beschreibung
Der Landschaftsplan führt zu NSG aus: „Der Oberlauf des Walpke-Baches verläuft naturnah in einem schmalen Kerbsohlental, das überwiegend mit Laubwald bestockt ist. Bachbegleitend ist ein Erlenufergehölz ausgebildet, das an seinen Rändern zumeist gleitende Übergänge zum Hainsimsen-Buchenwald aufweist. Einzelne Parzellen sind mit Fichten bestockt.“

## Schutzzweck
Laut Landschaftsplan erfolgte die Ausweisung zum:
- „Schutz, Erhaltung und Entwicklung eines naturnahen Bachlaufes mit begleitendem Erlenufergehölz und von Laubwäldern auf dem Talgrund als Vernetzungs- und als Trittsteinbiotop.“
- „Das NSG dient auch der nachhaltigen Sicherung von besonders schutzwürdigen Lebensräumen nach § 30 BNatSchG und von Vorkommen seltener Tier- und Pflanzenarten.“[1]